# Мусін Дмитро Олександрович
Дмитро Олександрович Мусін (1996—2022) — старший сержант збройних сил України, учасник російсько-української війни.

## Життєпис
Народився 28 січня 1996 року.
До повномасштабної війни працював помічником пивовара у Дніпрі. 
На війні був кулеметником 1 стрілецької роти у 98 батальйоні ТрО, що входить до складу 108-ї бригади територіальної оборони.
Загинув 26 квітня 2022 року під час наступу російських військ.

## Нагороди
- Орден «За мужність» III ступеня[1].